# Michael Vinícius Silva de Morais
Michael Vinícius Silva de Morais (São Francisco de Sales, 19 de abril de 1993), mais conhecido como Mike, é um futebolista brasileiro, que atua como atacante. Atualmente defende o KCCA FC de Uganda.

## Fluminense
A história de Michael no Fluminense ficou marcada pelo flagra do uso de cocaína na realização de um exame antidoping em 2013. A punição imposta terminou no dia 31 de agosto de 2015. Foram cinco meses e 18 dias de um duro golpe de pena imposta pela Corte Arbitral do Esporte (CAS). Punido no Carioca daquele ano, o jogador voltou a ser julgado em março deste ano, desta vez pela CAS, já que a Agência Mundial Antidopagem (WADA, sigla em inglês) ingressou com um recurso.  

### Problemas no Fluminense
No dia 3 de novembro de 2015, Após dar um "sumiço" e não aparecer para treinar por vários dias seguidos, ele pediu para ter o contrato rescindido, informando que não gostaria mais de ser jogador de futebol. Em dezembro mudou de decisão e aceitou atuar no Estoril por empréstimo do Fluminense. Pois estará mais distante das drogas.

### Acidente
No fim de semana antes da apresentação do jogador no Fluminense, Michael sofreu um acidente de carro, onde, estava no banco de carona. O motivo do acidente foi uma colisão com um vaca na estrada, o jogador sofreu uma pancada na cabeça, teve traumatismo craniano, ficou entubado, porém, não estava correndo risco de vida.

### Boavista
Após recuperar-se do acidente, Michael reapresentou-se ao Flu. Porém, após um "sumiço" dos treinos por 15 dias, Michael acabou emprestado ao Boavista, em maio de 2017. Mas não apareceu em sua apresentação sem dar qualquer satisfação e acabou dispensado.

## Resende
Em dezembro de 2017, Michael será mais um reforço do Resende, para o Carioca de 2018.

## América de Teófilo Otoni
No dia 8 de março de 2018 foi anunciado pelo América Teófilo Otoni, para a disputado do Módulo II do Campeonato Mineiro de Futebol.

## FC Linköping City
Em Abril de 2019, Michael assina com FC Linköping City da Suécia.

## Títulos
Fluminense
- Campeonato Brasileiro: 2012